# Таємниця вічної ночі
«Таємниця вічної ночі» (рос. Тайна вечной ночи) — радянський науково-фантастичний художній фільм 1956 року режисера Дмитра Васильєва за мотивами однойменної п'єси Ігоря Луковського.

## Сюжет
Наукова фантастика про дослідження океанських глибин на батискафі і відкриття корисних копалин на дні. У радянських територіальних водах Тихого океану стався потужний підводний вибух. Співробітник океанографічного інституту Денисов, випадковий свідок цього вибуху, помічає незвично швидке розповсюдження лишайника на прибережних каменях. Він передбачає, що це відбувається під впливом опромінення, що виходить від нового радіоактивного елемента, що утворився на глибині. Незважаючи на ряд труднощів, що виникли, Денисову доводиться здійснити кілька занурень і виявити джерело радіації.

## У ролях
- Михайло Астангов —  Микола Христофорович Мерцалов, професор
- Іван Переверзєв —  Олексій Іванович Денисов, вчений-океанограф
- Костянтин Барташевич —  Дмитро Петрович Русанов
- Данута Столярська —  Олена Турчина, асистент Денисова
- Аполлон Ячницький —  Віктор Павлович Лаврентьєв
- Олена Ізмайлова —  Олександра Василівна Соколова, лікар
- Ян Янакієв —  радист на кораблі
- Іван Жеваго —  санітар в лікарні
- Михайло Глузський —  радист на острові
- В. Ткаченко — епізод
- Павло Самарін — епізод
- Є. Тарханов — епізод
- Геннадій Юхтін — епізод
- Євстратій Тархнішвілі — епізод

## Знімальний група
- Автор сценарію:  Ігор Луковський
- Режисер:  Дмитро Васильєв
- Оператор: Микола Большаков
- Художник:  Артур Бергер
- Композитор:  Ігор Морозов
- Звукооператор: Є. Кашкевич
- Режисер: Л. Сааков
- Комбіновані зйомки:
  - оператори:  Борис Горбачов, Борис Хренніков
  - художники:  Зоя Морякова, Олександр Клименко
- Художник-гример: В. Рудіна
- Художник по костюмах: К. Єфімов
- Монтаж: П. Чечоткін
- Диригент:  Семен Сахаров
- Директор: Макс Гершенгорін